# Smučarski skoki v sezoni 1978/79
Smučarski skoki v sezoni 1978/79. To je pregled najpomembnejših tekem v smučarskih skokih v sezoni 1978/79. Tekme niso bile povezane v svetovni pokal, ki ga je ustanovila Mednarodna smučarska organizacija s sezono 1979/80.

## Tekme
| Datum                                                                                | Prizorišče             | Skakalnica                     | Opomba                                    | Zmagovalec                                                   | Drugi                                          | Tretji                                                 | Vir    |
| ------------------------------------------------------------------------------------ | ---------------------- | ------------------------------ | ----------------------------------------- | ------------------------------------------------------------ | ---------------------------------------------- | ------------------------------------------------------ | ------ |
| 26. december 1978                                                                    | St. Moritz             |                                | Božična tekma                             | Hansjörg Sumi                                                | Sakae Curuga                                   | Robert Mösching                                        | [ 1 ]  |
| Turneja štirih skakalnic:                                                            |                        |                                |                                           |                                                              |                                                |                                                        |        |
| 30. december 1978                                                                    | Oberstdorf             | Schattenbergschanze K115       |                                           | Jurij Ivanov                                                 | Jochen Danneberg                               | Pentti Kokkonen                                        | [ 2 ]  |
| 2. januar 1979                                                                       | Garmisch-Partenkirchen | Große Olympiaschanze K107      |                                           | Josef Samek                                                  | Bogdan Norčič                                  | Pentti Kokkonen                                        | [ 3 ]  |
| 3. januar 1979                                                                       | Innsbruck              | Bergiselschanze K106           |                                           | Pentti Kokkonen                                              | Roger Ruud                                     | Jochen Danneberg                                       | [ 4 ]  |
| 6. januar 1979                                                                       | Bischofshofen          | Paul-Außerleitner-Schanze K106 |                                           | Pentti Kokkonen                                              | Johan Sætre                                    | Piotr Fijas                                            | [ 5 ]  |
| Skupno:                                                                              | Skupno:                | Skupno:                        | Skupno:                                   | Pentti Kokkonen                                              | Hansjörg Sumi                                  | Jochen Danneberg                                       | [ 5 ]  |
| 10. januar 1979                                                                      | Cortina d’Ampezzo      | Trampolino Italia K92          |                                           | Alfred Groyer                                                | Hans Millonig                                  | Hans Wallner                                           | [ 6 ]  |
| 4. februar 1979                                                                      | Murau                  |                                |                                           | Armin Kogler                                                 | Klaus Tuchscherer                              | Peter Leitner                                          | [ 7 ]  |
| 8. februar 1979                                                                      | Lake Placid            |                                | Predolimpijsko tekmovanje                 | Peter Leitner                                                | Pentti Kokkonen                                | Jochen Danneberg                                       | [ 8 ]  |
| 10. februar 1979                                                                     | Lake Placid            |                                | Predolimpijsko tekmovanje                 | Pentti Kokkonen                                              | Harald Duschek                                 | Jim Denney                                             | [ 9 ]  |
| 10. februar 1979                                                                     | Szczyrk                | Skalite                        | Turneja prijateljstva                     | Axel Zitzmann                                                | Mathias Buse                                   | Andrzej Zarycki                                        | [ 10 ] |
| 11. februar 1979                                                                     | Wisła                  | Malinka                        | Turneja prijateljstva                     | Axel Zitzmann                                                | Mathias Buse                                   | Andreas Hille                                          | [ 10 ] |
| Skupno:                                                                              | Skupno:                | Skupno:                        | Skupno:                                   | Axel Zitzmann                                                | Mathias Buse                                   | Andreas Hille                                          | [ 10 ] |
| 14. februar 1979                                                                     | St. Moritz             | Olympiaschanze K94             | Švicarska turneja                         | Hansjörg Sumi                                                | Robert Mösching                                | Klaus Tuchscherer                                      | [ 11 ] |
| 16. februar 1979                                                                     | Gstaad                 | Mattenschanze K88              | Švicarska turneja                         | Hansjörg Sumi                                                | Lido Tomasi                                    | Thomas Meisinger                                       | [ 12 ] |
| 18. februar 1979                                                                     | Engelberg              | Gross-Titlis-Schanze K116      | Švicarska turneja                         | Robert Mösching                                              | Bjarne Næs                                     | Peter Leitner                                          | [ 13 ] |
| Skupno:                                                                              | Skupno:                | Skupno:                        | Skupno:                                   | Robert Mösching                                              | Peter Leitner                                  | Matthias Buse                                          | [ 13 ] |
| 23. februar 1979                                                                     | Falun                  | Lugnet-Schanzen K89            | Švedske smučarske igre                    | Roger Ruud                                                   | Pentti Kokkonen                                | Hansjörg Sumi                                          | [ 14 ] |
| 24. februar 1979                                                                     | Falun                  | Lugnet-Schanzen K89            | Švedske smučarske igre                    | Johan Sætre                                                  | Pentti Kokkonen                                | Jim Denney                                             | [ 14 ] |
| 23. februar 1979                                                                     | Saporo                 |                                | Igre Mijasama                             | Harald Duschek                                               | Hirokazu Jagi                                  | Jouko Törmänen                                         | [ 14 ] |
| 24. februar 1979                                                                     | Saporo                 |                                | Igre Mijasama                             | Per Bergerud                                                 | Hirokazu Jagi                                  | Harald Duschek                                         | [ 14 ] |
| 25. februar 1979                                                                     | Saporo                 |                                | Igre Mijasama                             | Jochen Danneberg                                             | Jouko Törmänen                                 | Per Bergerud                                           | [ 14 ] |
| 24. februar 1979                                                                     | Thunder Bay            | Big Thunder K89                | Thunder Bay International                 | Pertti Tuhkanen                                              | Keijo Korhonen                                 | Tauno Käyhkö                                           | [ 15 ] |
| 25. februar 1979                                                                     | Thunder Bay            | Big Thunder K120               | Thunder Bay International                 | Horst Bulau                                                  | Pertti Tuhkanen                                | Tauno Käyhkö                                           | [ 15 ] |
| 24. februar 1979                                                                     | Iron Mountain          | Pine Mountain Jump             | Iron Mountain International               | Alois Lipburger                                              | Alfred Groyer                                  | Kip Sundgaard                                          | [ 15 ] |
| 25. februar 1979                                                                     | Iron Mountain          | Pine Mountain Jump             | Iron Mountain International               | Armin Kogler                                                 | Alfred Groyer                                  | Kip Sundgaard                                          | [ 15 ] |
| 27. februar 1979                                                                     | Zakopane               | Średnia Krokiew K82            | VII. Zimska Špartakiada SKDA              | Jochen Danneberg                                             | Stanisław Bobak                                | Martin Weber                                           | [ 16 ] |
| 4. marec 1979                                                                        | Zakopane               | Wielka Krokiew K115            | VII. Zimska Špartakiada SKDA              | Jochen Danneberg                                             | Ján Tánczos                                    | Stanisław Bobak                                        | [ 17 ] |
| 3. marec 1979                                                                        | Lahti                  | Salpausselkä K70               | Smučarske igre Lahtija                    | Jim Denney                                                   | Kari Heinonen                                  | Aleksej Borovitin                                      | [ 17 ] |
| 3. marec 1979                                                                        | Lahti                  | Salpausselkä K70               | Smučarske igre Lahtija                    | AvstrijaArmin Kogler · Klaus Tuchscherer · Alois Lipburger · | FinskaKari Heinonen Jari Larinto Ari Oulavuori | JaponskaHirokazu Jagi Takafumi Kavabata Judži Kavamura | [ 18 ] |
| 4. marec 1979                                                                        | Lahti                  | Salpausselkä K90               | Smučarske igre Lahtija                    | Pentti Kokkonen                                              | Bogdan Norčič                                  | Klaus Tuchscherer                                      | [ 17 ] |
| 3.-4. marec 1979                                                                     | Oberstdorf             | Letalnica Heini Klopfer        | Teden smučarskih poletov                  | Andreas Hille                                                | Josef Samek                                    | Leoš Škoda                                             | [ 17 ] |
| 11. marec 1979                                                                       | Oberhof                |                                | VIII. Mednarodne oberhoferske zimske igre | Harald Duschek                                               | Andreas Hille                                  | Jochen Danneberg                                       | [ 19 ] |
| 11. marec 1979                                                                       | Oslo                   | Holmenkollbakken K105          |                                           | Per Bergerud                                                 | Johan Sætre                                    | Valerij Savin                                          | [ 20 ] |
| 15. - 18. marec 1979: Svetovno prvenstvo v smučarskih poletih v Planici, Jugoslavija |                        |                                |                                           |                                                              |                                                |                                                        |        |
| 23. marec 1979                                                                       | Štrbské Pleso          | MS 1970 A K110                 | Pokal Tatre                               | Piotr Fijas                                                  | Martin Weber                                   | Ján Tánczos                                            | [ 21 ] |
| 24. marec 1979                                                                       | Štrbské Pleso          | MS 1970 A K110                 | Pokal Tatre                               | Hansjörg Sumi                                                | Piotr Fijas                                    | Leoš Škoda                                             | [ 21 ] |
| 31. marec 1979                                                                       | Oberwiesenthal         |                                | Pokal svobodnega tiska                    | Hubert Neuper                                                | Martin Weber                                   | Armin Kogler                                           | [ 22 ] |
| 1. april 1979                                                                        | Oberwiesenthal         | Hansjörg Sumi                  | Pokal svobodnega tiska                    | Martin Weber                                                 | Jochen Danneberg                               | [ 22 ]                                                 |        |